# Франквиль (Эна)
Франкви́ль (фр. Franqueville) — коммуна во Франции, находится в регионе Пикардия. Департамент коммуны — Эна. Входит в состав кантона Марль. Округ коммуны — Вервен.
Код INSEE коммуны — 02331.

## Население
Население коммуны на 2010 год составляло 130 человек.
| 1962 | 1968 | 1975 | 1982 | 1990 | 1999 | 2010 |
| ---- | ---- | ---- | ---- | ---- | ---- | ---- |
| 168  | 157  | 141  | 134  | 113  | 123  | 130  |

## Экономика
В 2010 году среди 83 человек трудоспособного возраста (15—64 лет) 66 были экономически активными, 17 — неактивными (показатель активности — 79,5 %, в 1999 году было 67,6 %). Из 66 активных жителей работали 58 человек (25 мужчин и 33 женщины), безработных было 8 (6 мужчин и 2 женщины). Среди 17 неактивных 2 человека были учениками или студентами, 9 — пенсионерами, 6 были неактивными по другим причинам.